# XXXIV століття до н. е.
XXXIV століття до нашої ери — часовий проміжок між 1 січня 3400 року до н. е. та
31 грудня 3301 року до н. е.

## Події

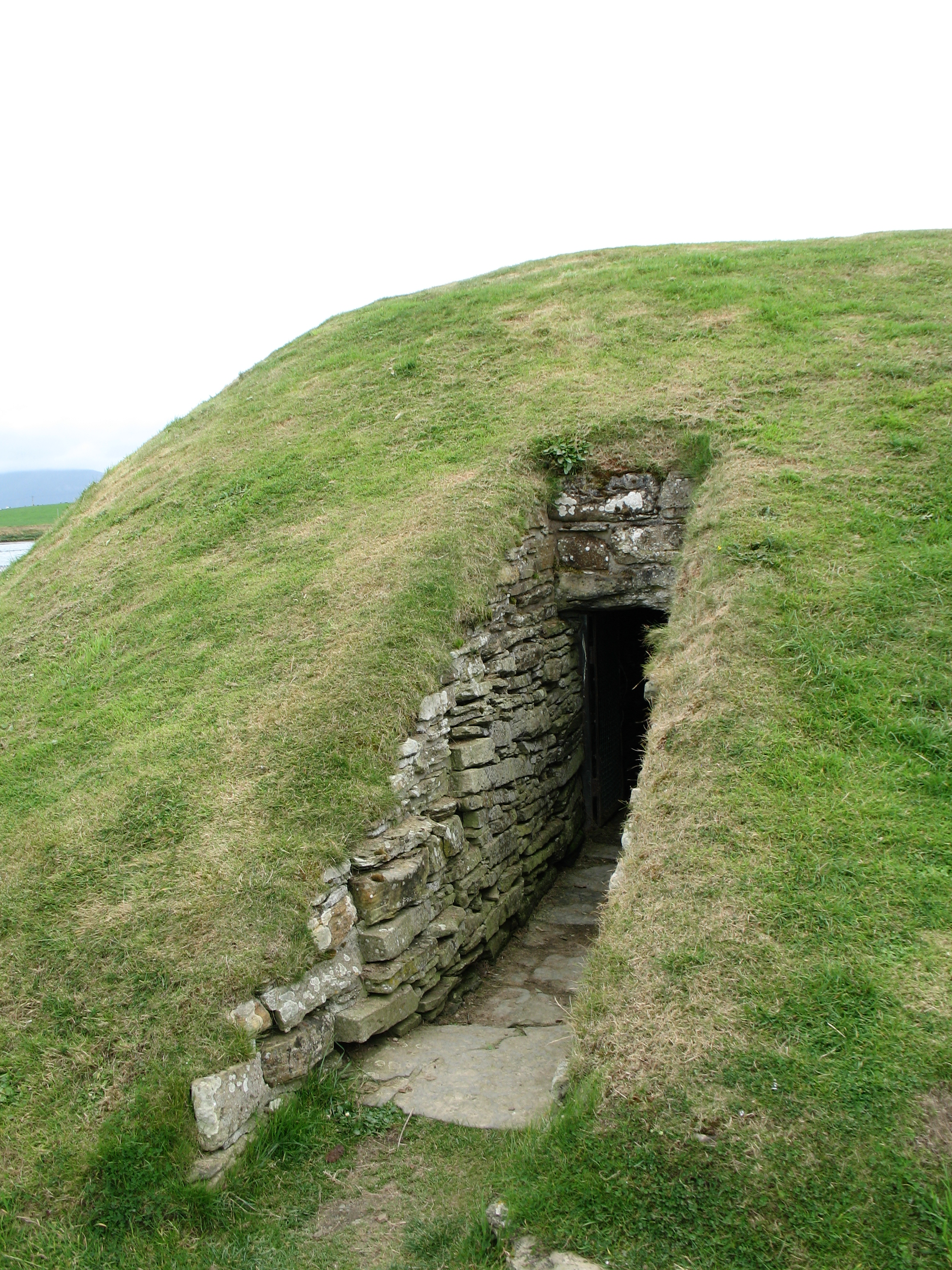
Вхід в Анстен

- Бл. 3400 до н. е. — початок спорудження Анстену — гробниці-каїрну епохи неоліту на острові Мейнленд у складі Оркнейських островів, Шотландія[1].
- Бл. 3400 до н. е. — початок культивації опійного маку шумерами[2].